# Olympische Winterspiele 2014/Skeleton
Bei den XXII. Olympischen Winterspielen 2014 in Sotschi fanden zwei Wettbewerbe im Skeleton statt. Austragungsort war das Sliding Center Sanki in Krasnaja Poljana.

## Bilanz

### Medaillenspiegel
| Platz | Land               | Gold | Silber | Bronze | Gesamt |
| ----- | ------------------ | ---- | ------ | ------ | ------ |
| 1     | Russland           | 1    | –      | 1      | 2      |
| 2     | Großbritannien     | 1    | –      | –      | 1      |
| 3     | Vereinigte Staaten | –    | 1      | 1      | 2      |
| 4     | Lettland           | –    | 1      | –      | 1      |

### Medaillengewinner
| Konkurrenz | Gold                | Silber            | Bronze          |
| ---------- | ------------------- | ----------------- | --------------- |
| Männer     | Alexander Tretjakow | Martins Dukurs    | Matthew Antoine |
| Frauen     | Elizabeth Yarnold   | Noelle Pikus-Pace | Jelena Nikitina |

## Ergebnisse
(alle Laufzeiten in Sekunden, Gesamtzeiten in Minuten)

### Männer
| Platz | Land | Sportler              | 1. Lauf | 2. Lauf | 3. Lauf | 4. Lauf | Gesamt  |
| ----- | ---- | --------------------- | ------- | ------- | ------- | ------- | ------- |
| 1     | RUS  | Alexander Tretjakow   | 55,95   | 56,04   | 56,28   | 56,02   | 3:44.29 |
| 2     | LAT  | Martins Dukurs        | 56,18   | 56,37   | 56,26   | 56,29   | 3:45,10 |
| 3     | USA  | Matthew Antoine       | 56,89   | 56,95   | 56,69   | 56,73   | 3:47,26 |
| 4     | LAT  | Tomass Dukurs         | 57,03   | 57,06   | 56,75   | 56,74   | 3:47,58 |
| 5     | RUS  | Sergei Tschudinow     | 56,98   | 57,04   | 56,86   | 56,71   | 3:47,59 |
| 6     | RUS  | Nikita Tregubow       | 57,44   | 56,96   | 56,57   | 56,65   | 3:47,62 |
| 7     | CAN  | John Fairbairn        | 57,34   | 56,92   | 56,91   | 56,96   | 3:48,13 |
| 8     | GBR  | Kristan Bromley       | 57,24   | 57,02   | 57,17   | 56,74   | 3:48,17 |
| 9     | GER  | Alexander Kröckel     | 57,21   | 57,36   | 57,03   | 56,69   | 3:48,29 |
| 10    | GBR  | Dominic Parsons       | 57,23   | 57,17   | 57,00   | 56,96   | 3:48,36 |
|       |      |                       |         |         |         |         |         |
| 11    | GER  | Frank Rommel          | 57,19   | 56,95   | 57,33   | 57,00   | 3:48,47 |
| 14    | AUT  | Matthias Guggenberger | 57,70   | 57,12   | 57,24   | 56,94   | 3:49,00 |
| 19    | AUT  | Raphael Maier         | 57,83   | 57,51   | 57,95   | 57,57   | 3:50,86 |

1. und 2. Lauf: 14. Februar 2014 (13:30 Uhr bzw. 15:05 Uhr) 
 3. und 4. Lauf (15:45 Uhr bzw. 17:16 Uhr)
27 Teilnehmer aus 16 Ländern, alle in der Wertung.
Das Internationale Olympische Komitee disqualifizierte Ende 2016 den Olympiasieger Alexander Tretjakow aufgrund der Erkenntnisse des McLaren-Reports über systematisches Doping in Russland. Im Februar 2018 hob der Internationale Sportgerichtshof das Urteil wegen ungenügender Beweislage auf.

### Frauen
| Platz | Land | Sportlerin        | 1. Lauf | 2. Lauf | 3. Lauf | 4. Lauf | Gesamt  |
| ----- | ---- | ----------------- | ------- | ------- | ------- | ------- | ------- |
| 1     | GBR  | Elizabeth Yarnold | 58,43   | 58,46   | 57,91   | 58,09   | 3:52,89 |
| 2     | USA  | Noelle Pikus-Pace | 58,68   | 58,65   | 58,25   | 58,28   | 3:53,86 |
| 3     | RUS  | Jelena Nikitina   | 58,48   | 58,96   | 58,33   | 58,53   | 3:54,30 |
| 4     | USA  | Katie Uhlaender   | 58,83   | 58,75   | 58,41   | 58,35   | 3:54,34 |
| 5     | RUS  | Olga Potylizyna   | 59,00   | 58,75   | 58,13   | 58,52   | 3:54,40 |
| 6     | RUS  | Marija Orlowa     | 58,97   | 59,02   | 58,30   | 58,43   | 3:54,72 |
| 7     | CAN  | Sarah Reid        | 59,14   | 59,17   | 58,27   | 58,15   | 3:54,73 |
| 8     | GER  | Anja Huber        | 59,17   | 59,13   | 58,63   | 58,31   | 3:55,24 |
| 9     | AUT  | Janine Flock      | 59,47   | 59,39   | 58,61   | 58,56   | 3:56,03 |
| 10    | GER  | Sophia Griebel    | 59,43   | 59,20   | 58,74   | 58,75   | 3:56,12 |
|       |      |                   |         |         |         |         |         |
| 13    | GER  | Marion Thees      | 59,25   | 59,42   | 59,89   | 58,67   | 3:56,23 |
| 18    | SUI  | Marina Gilardoni  | 59,77   | 59,79   | 58,77   | 58,41   | 3:56,74 |

1. und 2. Lauf: 13. Februar 2014 (08:30 Uhr bzw. 09:40 Uhr) 
 3. und 4. Lauf: 14. Februar 2014 (16:40 Uhr bzw. 17:51 Uhr)
20 Teilnehmerinnen aus 12 Ländern, alle in der Wertung.
Das Internationale Olympische Komitee disqualifizierte Ende 2016 die Bronzemedaillengewinnerin Jelena Nikitina, die Fünftplatzierte Olga Potylizyna und die Sechstplatzierte Marija Orlowa aufgrund der Erkenntnisse des McLaren-Reports über systematisches Doping in Russland. Im Februar 2018 hob der Internationale Sportgerichtshof die Urteile wegen ungenügender Beweislage auf.